# 阿埃多 (布宜諾斯艾利斯省)
阿埃多是阿根廷的城鎮，位於該國東北部，由布宜諾斯艾利斯省負責管轄，始建於1886年11月11日，面積6.11平方公里，海拔高度27米，2001年人口有 38,068 位居民，2010年時則為37,745人。

## 人口
2001年時，這座佔地 6.11 平方公里的城市共有 38,068 名居民，相較於1991年的人口普查數字，人口減少了13%。儘管如此，它仍然是莫隆行政區中第四大的行政區，佔總人口的12%。
而根據 2010 年的阿根廷國家統計和人口普查 （页面存档备份，存于），莫隆區的總人口為 321,109 人。其中男性人口為 153,129 人，女性人口為 167,980 人。

## 外部連結
- （西班牙文） Haedo public library